# Foua
Foua, ou Fouaa, al-Foua, al-Fouaa (الفوعة) est une petite ville du nord-ouest de la Syrie, dépendant administrativement du gouvernorat d'Idleb. Sa population s'élevait à 10 264 habitants selon le recensement de 2004. La plupart de ses habitants sont chiites.

## Histoire

### Moyen Âge
À l'époque des Croisades, la ville constitue une forteresse de la principauté d'Antioche. Après la prise de Baudoin II, les habitants de Foua et des localités proches de Maarrat Misrin et de Sarmin se révoltent contre les Croisés en 1104. Quelques mois plus tard, la ville est prise par Ridouane d'Alep en 1104.Le mamelouk Aq Sunqur (le Gerfaut) de Mossoul occupe Foua et Sarmin, en 1126.
Foua est visitée par le géographe Yaqout al-Hamawi dans les années 1220 sous les Ayyoubides. Il remarque que c'est « un grand village proche d'Alep, dont le couvent Dair Foua tire son nom. ».
Aboul Féda, à la fin du XIIIe siècle, décrit la ville de Foua entourée d'« une plaine où poussent quantité d'oliviers, figuiers et autres arbres. ».

### Guerre de Syrie
Alors que la plupart des localités du gouvernorat d'Idleb sont aux mains de groupes rebelles armés, en 2012, al-Foua et la petite ville proche de Kafraya restent sous le contrôle de l'armée syrienne et de milices loyales au régime, mais elles sont victimes d'un siège continu qui frappe la population. En juillet 2012, c'est au tour de trois chiites d'être enlevés par un commando djihadiste, afin de les échanger contre des armements (anti-aériens). En rétorsion les unités de défense d'al-Foua enlèvent trente-deux sunnites de Taftanaz, Saraqeb et Binnish. Après deux semaines de négociations, tous les captifs sont relâchés.
Toujours assiégée, la ville est victime le 18 septembre 2015, d'un attentat-suicide avec un véhicule piégé rempli d'explosifs par un groupe de rebelles djihadistes originaires d'Ouzbékistan et intitulé Imam Boukhari Jamaat, affilié à al Qaïda.
De graves problèmes sanitaires et humanitaires sont provoqués par ce siège interminable. Le 11 janvier 2016, le Comité international de la croix rouge et le World Food Programme organisent pour la première fois un parachutage de nourritures et de médicaments au-dessus de Foua et de Kafraya.